# Lekkoatletyka na Letnich Igrzyskach Olimpijskich 1976 – sztafeta 4 × 400 m kobiet
Sztafetę 4 × 400 metrów kobiet podczas XXI Letnich Igrzysk Olimpijskich w Montrealu rozegrano  30 (eliminacje) i 31 lipca 1976 (finał) na Stadionie Olimpijskim w Montrealu. Zwycięzcą została sztafeta Niemieckiej Republiki Demokratycznej, która biegła w składzie: Doris Maletzki, Brigitte Rohde, Ellen Streidt i Christina Brehmer, która w biegu finałowym ustanowiła rekord świata z czasem 3:19,23 s.

## Rekordy
|                   | reprezentacja | zawodniczki                                             | czas   | data                  | miejsce   |
| ----------------- | ------------- | ------------------------------------------------------- | ------ | --------------------- | --------- |
| Rekord świata     | NRD           | Dagmar Käsling, Rita Kühne, Helga Seidler, Monika Zehrt | 3:23,0 | 10 września 1972(dts) | Monachium |
| Rekord olimpijski | NRD           | Dagmar Käsling, Rita Kühne, Helga Seidler, Monika Zehrt | 3:23,0 | 10 września 1972(dts) | Monachium |

## Wyniki
| Poz. - pozycja |
| – rekord świata \| – rekord krajowy \| – rekord życiowy \| = – wyrównany rekord życiowy \| · – najlepszy wynik w sezonie \| = – wyrównany najlepszy wynik w sezonie \| – rekord olimpijski |
| Fn – falstart \| DNF – nie ukończył \| DNS – nie wystartował \| DSQ – zdyskwalifikowany |

### Eliminacje
11 sztafet przystąpiło do biegów eliminacyjnych. Rozegrano dwa biegi. Do finału awansowały po trzy najlepsze sztafety w każdym biegu (Q) oraz dwie z najlepszymi czasami spośród pozostałych (q).

#### Bieg 1
| Poz. | Państwo           | Zawodniczki                                                          | Rezultat | Uwagi |
| ---- | ----------------- | -------------------------------------------------------------------- | -------- | ----- |
| 1    | ZSRR              | Inta Kļimoviča, Ludmyła Aksionowa, Natalja Sokołowa, Nadieżda Iljina | 3:24,54  | Q,    |
| 2    | Stany Zjednoczone | Debra Sapenter, Sheila Ingram, Pamela Jiles, Rosalyn Bryant          | 3:25,15  | Q,    |
| 3    | Finlandia         | Pirjo Häggman, Marika Lindholm, Mona-Lisa Pursiainen, Riitta Salin   | 3:26,30  | Q     |
| 4    | RFN               | Claudia Steger, Rita Wilden, Dagmar Fuhrmann, Elke Barth             | 3:26,31  | q,    |
| –    | Jamajka           | Helen Blake, Carol Cummings, Jacqueline Pusey, Ruth Simpson          | DSQ      |       |

#### Bieg 2
| Poz. | Państwo         | Zawodniczki                                                           | Rezultat | Uwagi |
| ---- | --------------- | --------------------------------------------------------------------- | -------- | ----- |
| 1    | NRD             | Doris Maletzki, Brigitte Rohde, Ellen Streidt, Christina Brehmer      | 3:23,38  | Q     |
| 2    | Australia       | Judy Canty, Verna Burnard, Beth Nail, Charlene Rendina                | 3:25,98  | Q,    |
| 3    | Wielka Brytania | Liz Barnes, Gladys Taylor, Verona Elder, Donna Murray                 | 3:27,09  | Q     |
| 4    | Kanada          | Margaret Stride, Joyce Yakubowich, Rachelle Campbell, Yvonne Saunders | 3:28,81  | q,    |
| 5    | Bułgaria        | Jordanka Iwanowa, Swetła Złatewa, Iwanka Bonkowa, Lilana Tomowa       | 3:31,08  |       |
| 6    | Belgia          | Lea Alaerts, Regine Berg, Anne-Marie Van Nuffel, Rita Thijs           | 3:32,87  | [ 5 ] |

### Finał
| Poz. | Państwo           | Zawodniczki                                                           | Rezultat | Uwagi |
| ---- | ----------------- | --------------------------------------------------------------------- | -------- | ----- |
| 1    | NRD               | Doris Maletzki, Brigitte Rohde, Ellen Streidt, Christina Brehmer      | 3:19,23  | [ 1 ] |
| 2    | Stany Zjednoczone | Debra Sapenter, Sheila Ingram, Pamela Jiles, Rosalyn Bryant           | 3:22,81  | [ 3 ] |
| 3    | ZSRR              | Inta Kļimoviča, Ludmyła Aksionowa, Natalja Sokołowa, Nadieżda Iljina  | 3:24,24  | [ 2 ] |
| 4    | Australia         | Judy Canty, Verna Burnard, Charlene Rendina, Beth Nail                | 3:25,56  | [ 5 ] |
| 5    | RFN               | Claudia Steger, Dagmar Fuhrmann, Elke Barth, Rita Wilden              | 3:25,71  | [ 4 ] |
| 6    | Finlandia         | Marika Lindholm, Pirjo Häggman, Mona-Lisa Pursiainen, Riitta Salin    | 3:25,87  |       |
| 7    | Wielka Brytania   | Liz Barnes, Gladys Taylor, Verona Elder, Donna Murray                 | 3:28,01  |       |
| 8    | Kanada            | Margaret Stride, Joyce Yakubowich, Rachelle Campbell, Yvonne Saunders | 3:28,91  |       |